# Стеклотканевые обои

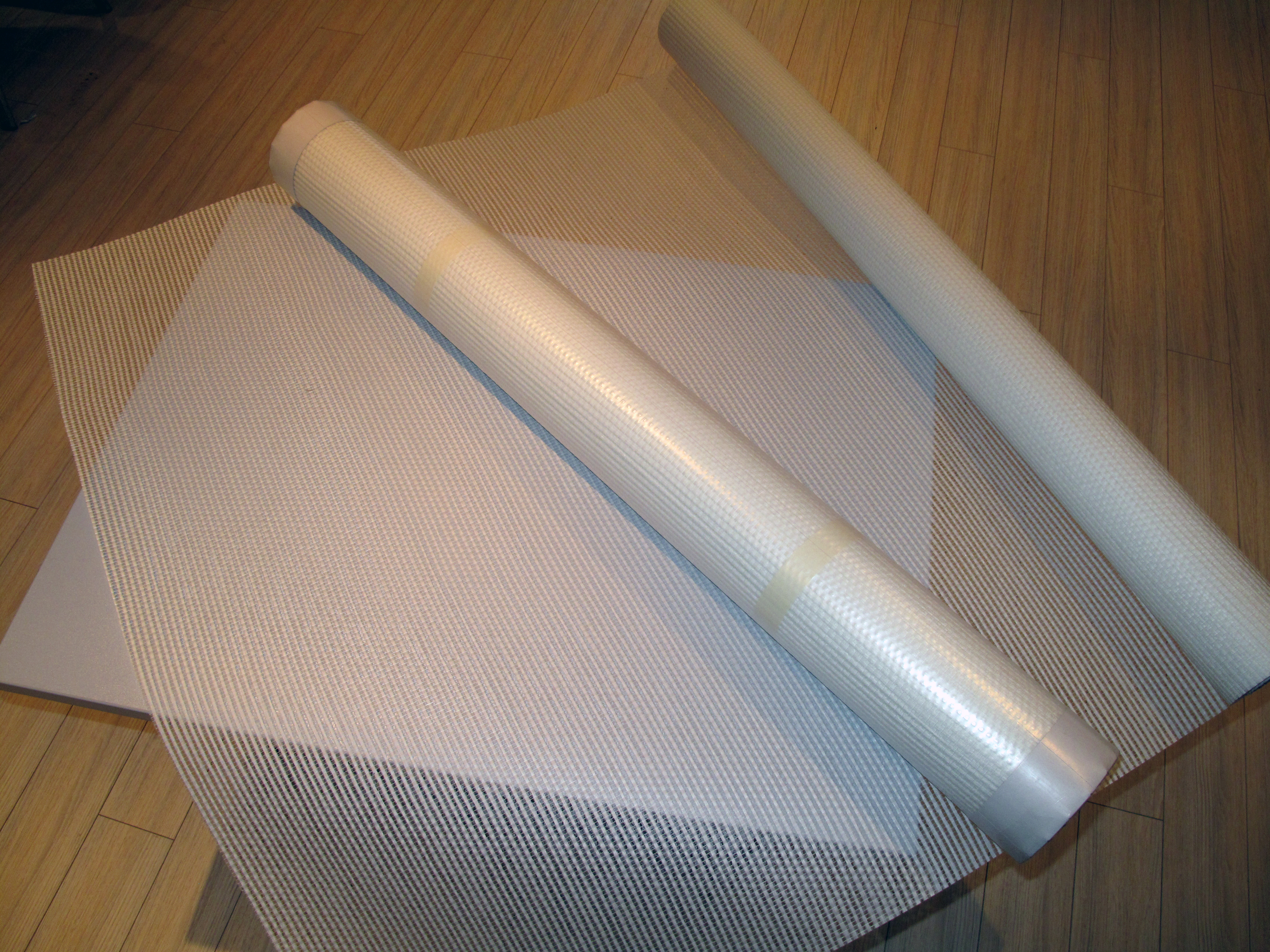
Стеклотканевые обои. Рисунок — «средняя рогожка»

Стеклотканевые обои, стеклообои — рулонное стеновое покрытие, изготовленное из стеклоткани с последующей её пропиткой и имеющее четко выраженную фактуру (ёлочки, ромбики, рогожка и т.д.). Изготавливается ткацким методом из стеклонитей различной плотности и толщины, с последующей пропиткой специальным составом для придания тканому полотну стабильности. После нанесения на поверхность стеклотканевые обои рекомендуется окрашивать латексными красками и красками на водной основе. 

## История
Стеклообои впервые были произведены в Германии в 30-е годы 20 века. В 1931 году на частном немецком заводе «Koch GmbH» в г. Штайнах была выпущена первая партия обоев из стекловолокна, для производства которых использовалось цветное стекло. Позже это предприятие по производству стеклообоев, стеклохолстов и других технических материалов из стекловолокна было переименовано в «VITRULAN Textilglas GmbH» и запатентовало всемирно известную торговую марку стеклообоев VITRULAN (образовано от лат. «vitrum» — стекло, «lanum» — шерсть). После II Мировой Войны часть производственных мощностей завода была национализирована, в частности, в Тюрингии появился завод-производитель Браттендорф, названный по имени деревни, близ которой находится производство.
Позже заводы по производству стеклотканевых обоев появились и в других европейских странах. В конце 1959 — начале 1960 года положено начало производства стеклообоев в Швеции. Данный вид настенного рулонного покрытия использовался в качестве альтернативы применяющимся до сих пор джутовым настенным покрытиям. Собственное производство не получило активного развития и через некоторое время шведское предприятие было выкуплено американским международным концерном Johns Manville, который более успешно занялся производством стеклотканевых обоев и на сегодняшний день является одним из мировых лидеров в производстве данного вида настенных покрытий. За 50 лет во многих странах появились собственные производства стеклотканевых обоев.

## Производство
Производство включает несколько последовательных этапов:

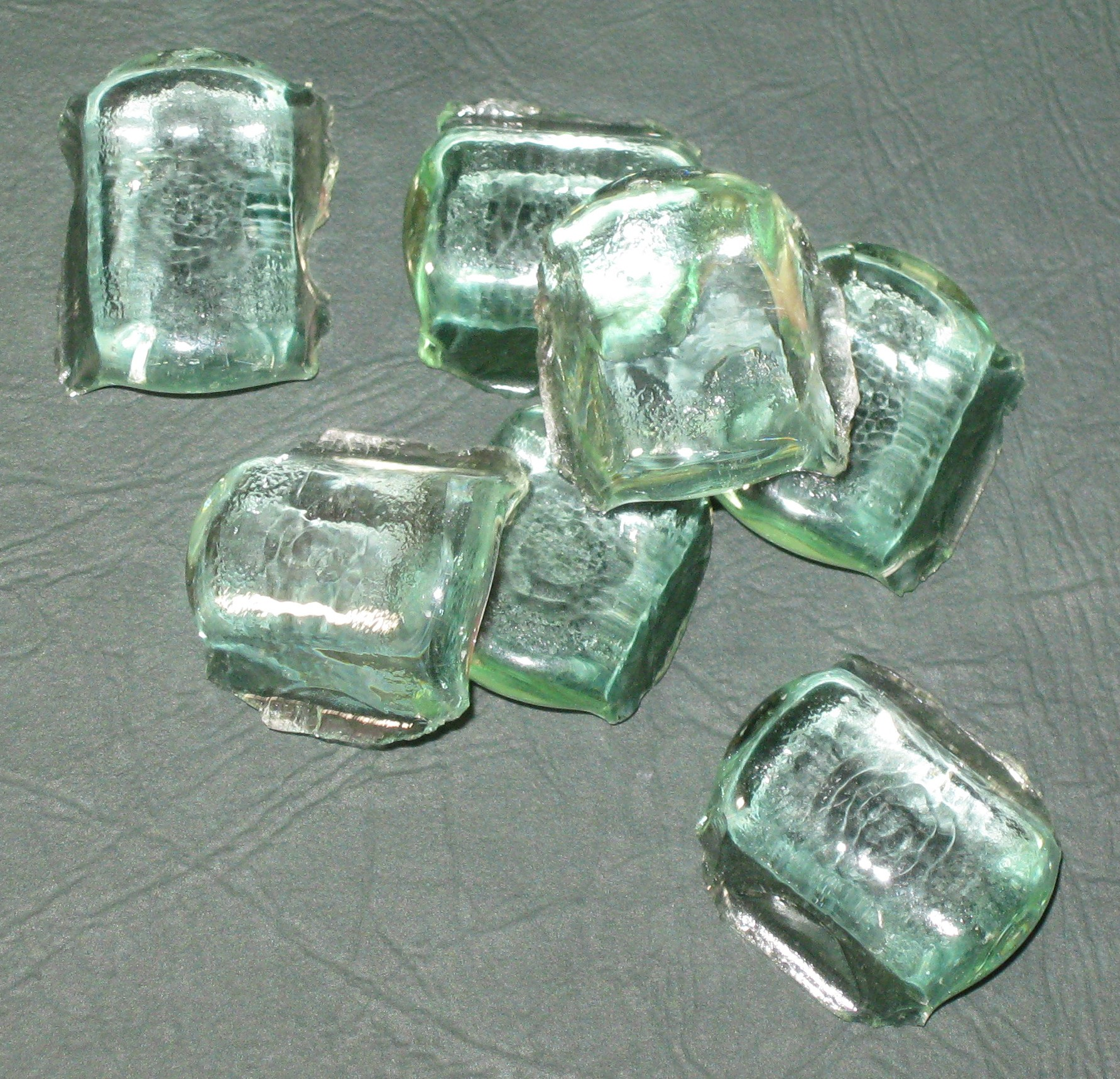
Стеклянные брикеты

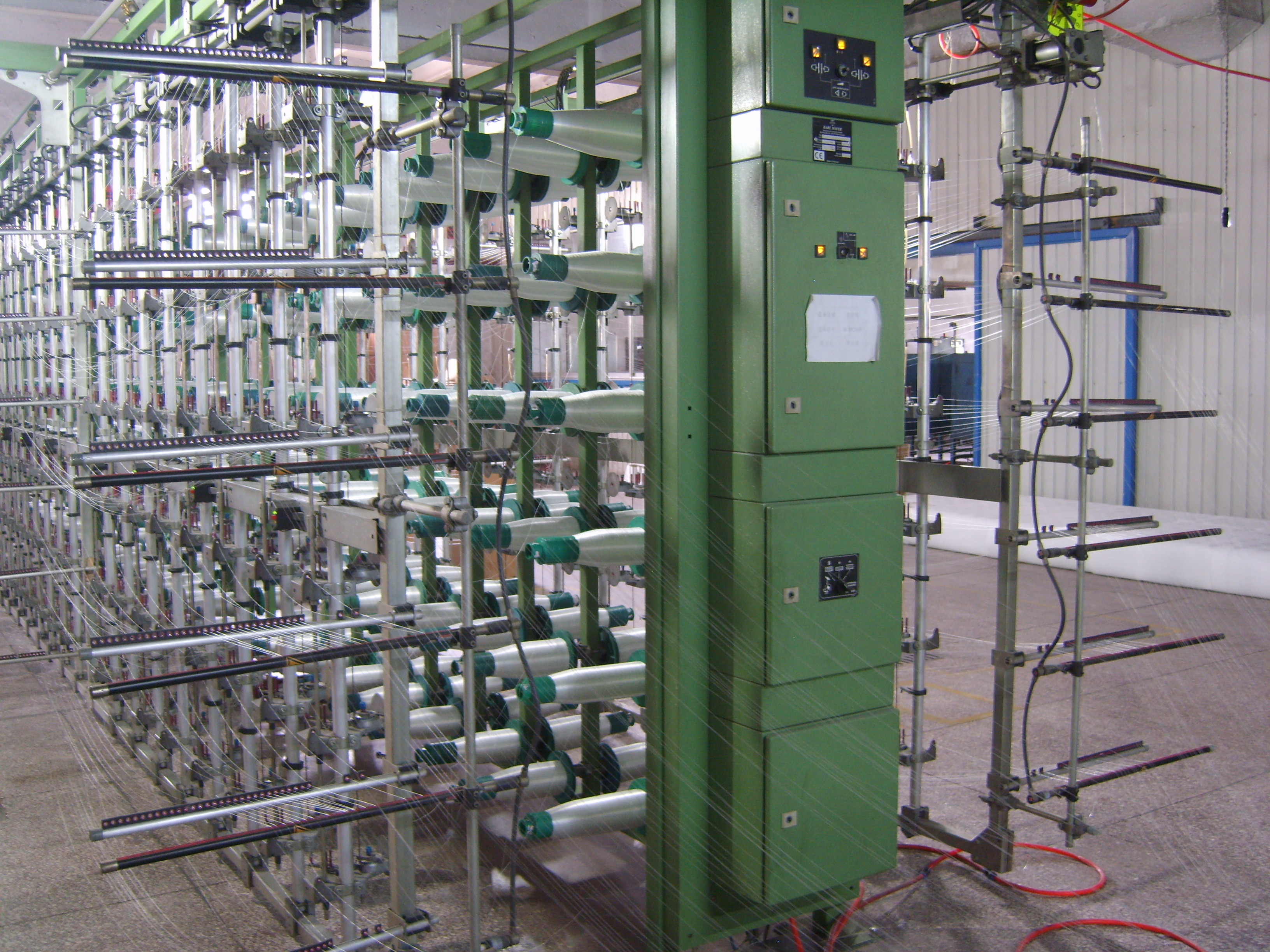
Прядение стекловолокна

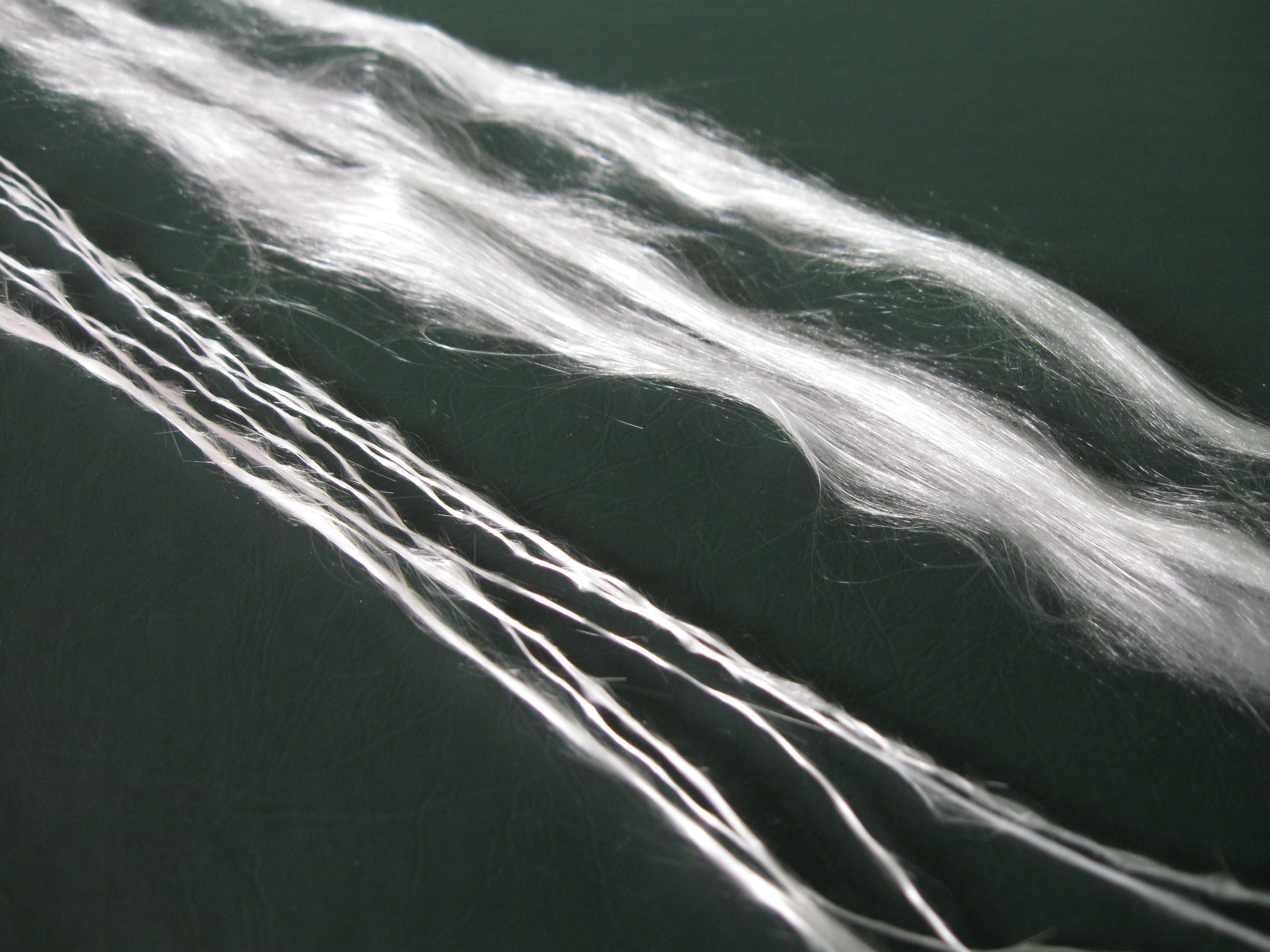
Стеклонити

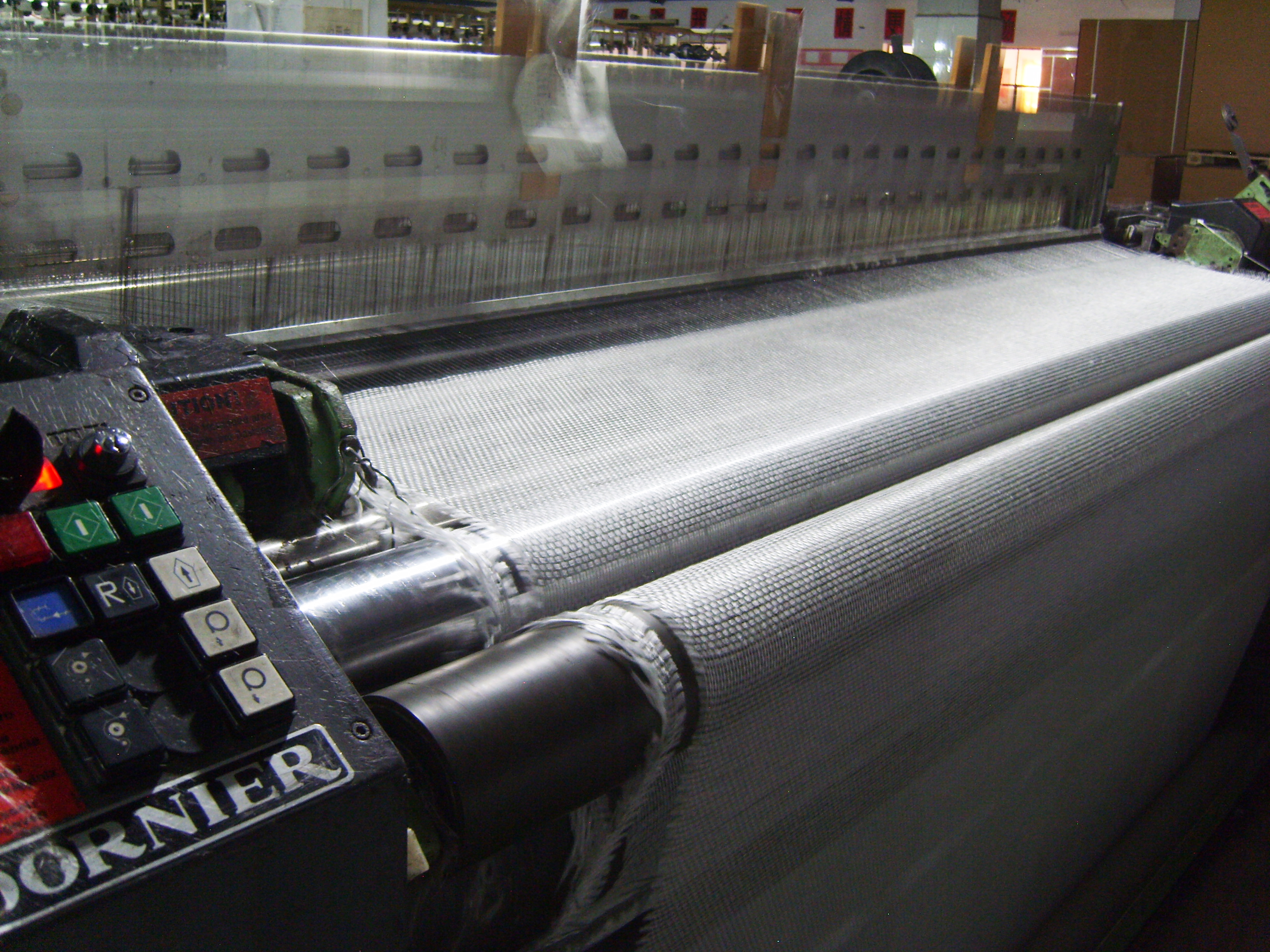
Ткацкий станок

1. Изготовление стекловолокна и прядение из него стеклонити. Процесс изготовления стекловолокна начинается с получения из исходных натуральных материалов (сода, кварцевый песок, известняк и глина) небольших стеклянных брикетов, которые являются заготовками для получения стекловолокна. Затем эти заготовки расплавляют в стеклоплавильных печах при температуре около 1200 °C. Из полученной массы через платиновые фильеры (специальные пластины с отверстиями малых диаметров) вытягивают волокна, охлаждаемые естественным образом и наматываемые на бобины. На этом этапе производства можно задавать толщину получаемого стекловолокна за счёт изменения скорости намотки. Чем выше скорость бобины, на которую наматывается стекловолокно — тем тоньше диаметр. Затем, из стекловолокна прядутся очень прочные стеклянные нити различных видов: крученные (плотные и довольно гладкие) нити, которые при производстве стеклотканевых обоев выполняют роль продольных нитей — нитей основы, и распушённые (менее плотные и более рыхлые) нити, используемые в качестве поперечных нитей полотна — нитей утка́. На данном этапе уто́чная нить на ощупь очень напоминает шелковую пряжу.
2. Ткачество. Стеклообои ткутся на специальных ткацких станках, аналогичных по своей технологии классическому ткацкому оборудованию. Различают два основных типа таких станков — обычные и жаккардовые. В обычные подают 2 нити (продольные нити основы и поперечные нити утка́), с помощью которых можно выткать стеклотканевые обои с простыми геометрическими фактурами — ёлочка, рогожка, ромб, шахматы, паркет, диагональ и т. д. Жаккардовые станки — более сложные устройства, они управляются с помощью компьютера, что позволяет производить обои с более сложным рисунком ткани. Ширина полотен, которые выходят из ткацких станков составляет 2 метра 20 сантиметров. От готовых полотен срезают около 10 см с каждой стороны, чтобы удалить крайние нити основы, и сделать края полотен идеально ровными. Итогом этого этапа служат большие бобины стеклотканевых полотен шириной 2 метра.
3. Пропитка полотен специальным составом на основе модифицированного крахмала, который придаёт обоям стойкую форму и геометрию до их наклеивания на поверхность. После наклеивания на основу (стена, потолок) пропитка, растворяясь, смешивается с клеем и краской, обеспечивая надёжное закрепление полотен на поверхности. Для пропитки вытканных стеклотканевых полотен используется пропиточный станок, в который устанавливается бобина с тканым полотном шириной 2 метра. После прохождения через ванну с пропиточным раствором полотна на этом же станке просушиваются и нарезаются в бобины метровой ширины и длиной 3—4 тысячи метров.

Далее в процессе упаковки происходит контроль качества и отбраковка. Стандартная упаковка стеклотканевых обоев 1-го сорта выглядит следующим образом: ширина рулона — 1 метр, длина — 25 или 50 метров, картонные торцевые заглушки, вакуумная упаковка в полиэтилен, товарная этикетка.

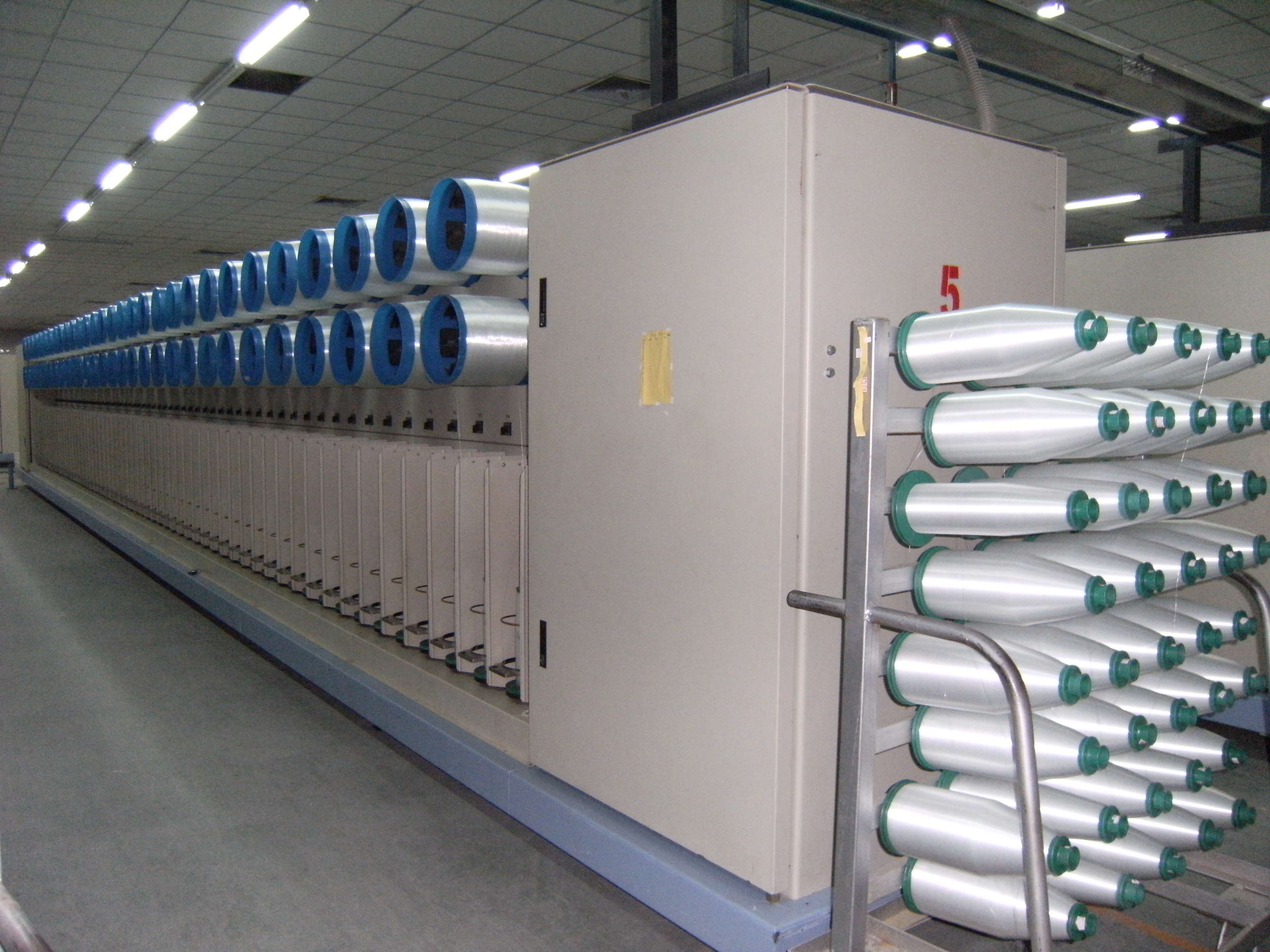
Перемотка стеклонити
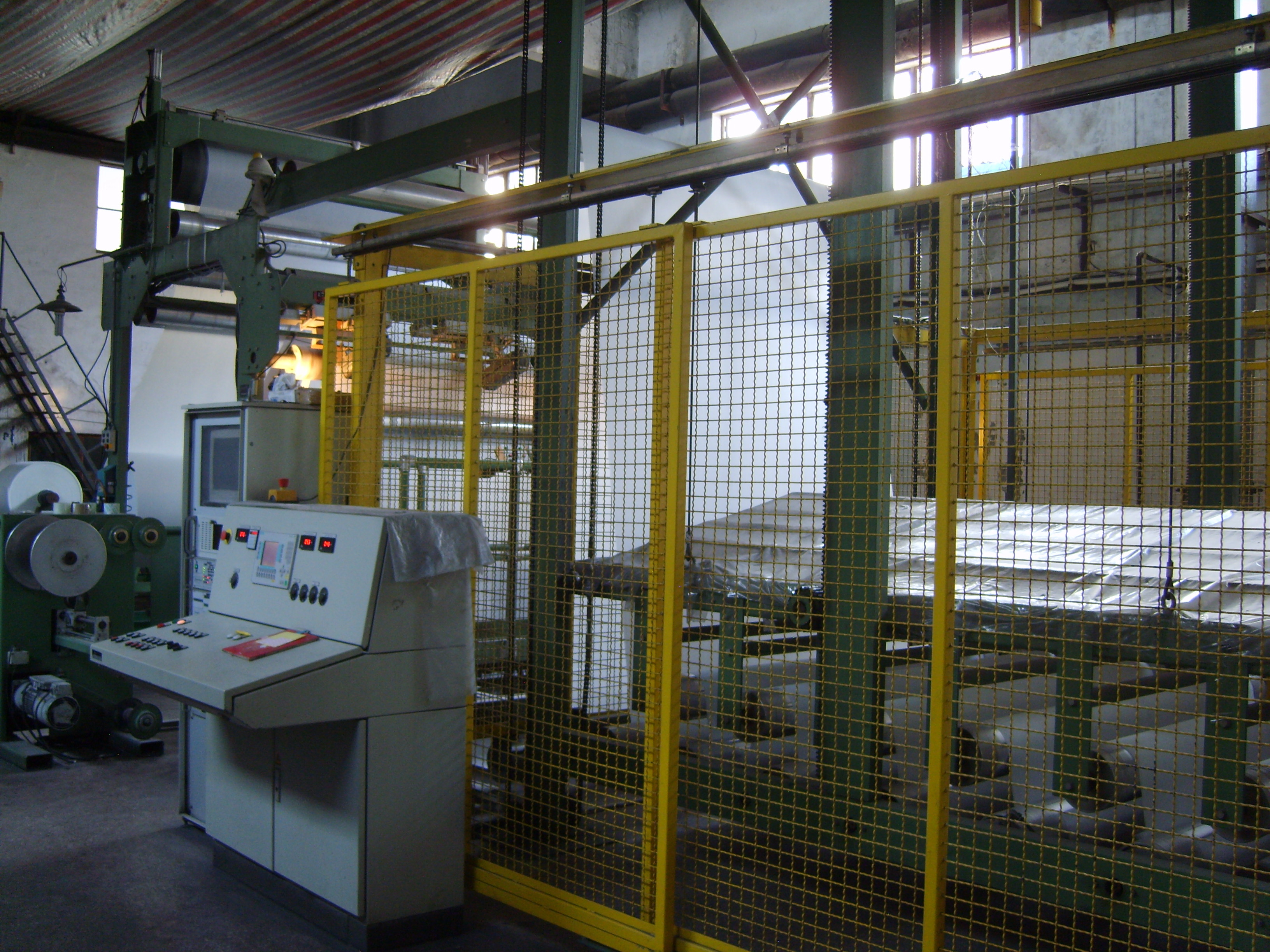
Пропитка
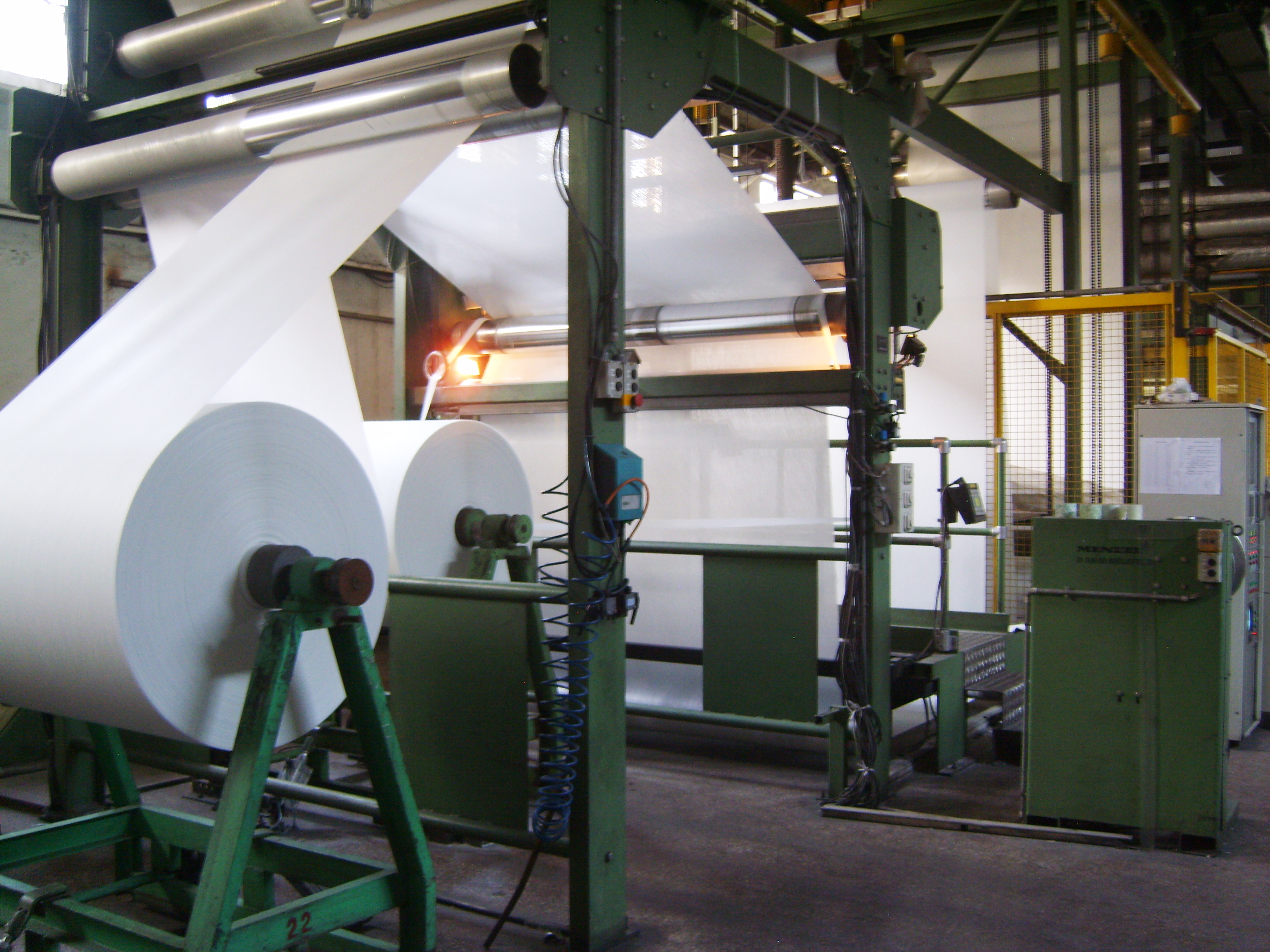
Сушка и намотка
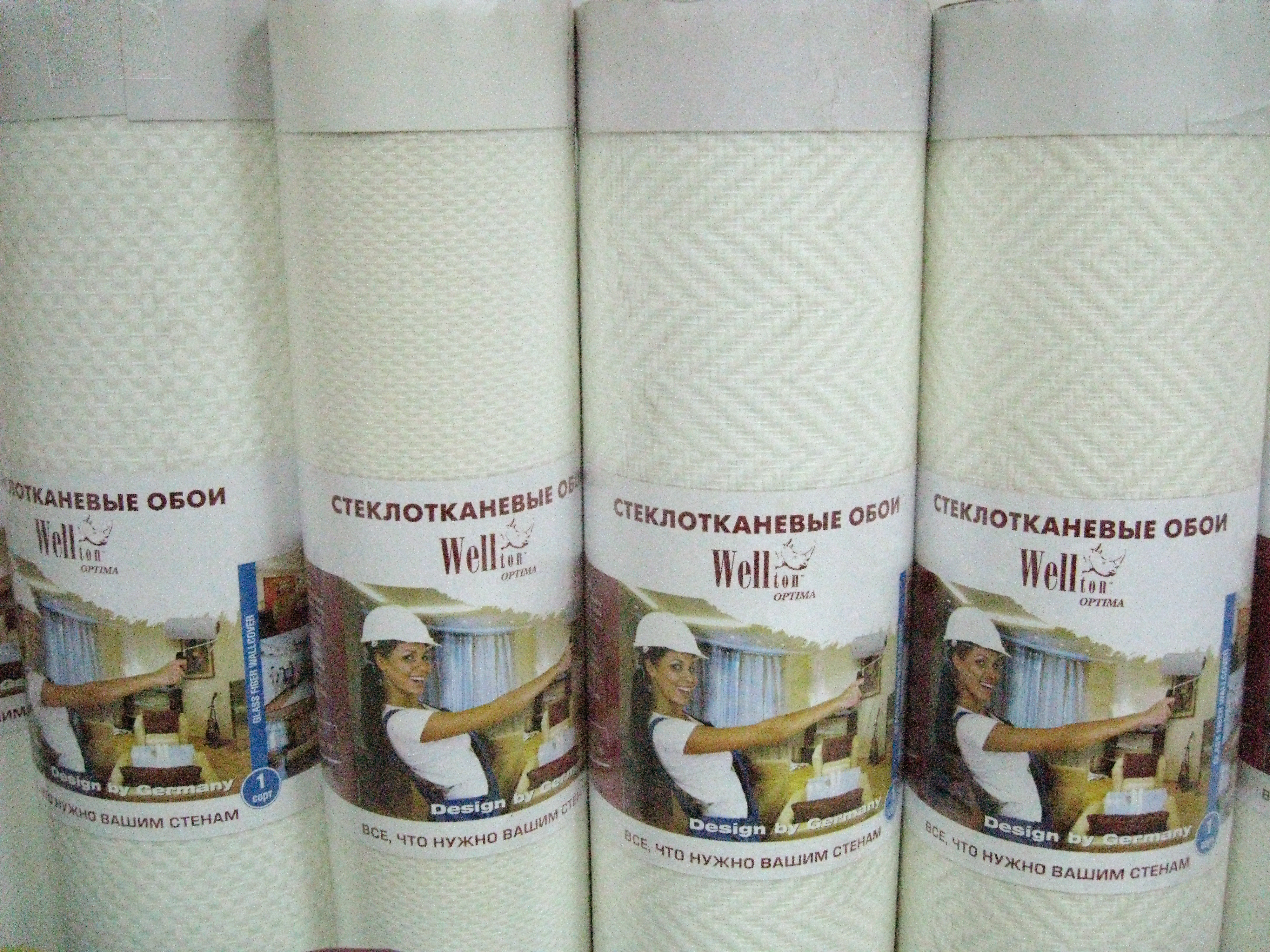
Готовые рулоны

## Свойства и характеристики
Стеклотканевые обои обладают рядом преимуществ перед общепринятыми и широкоупотребляемыми настенными покрытиями.
Главное и основное преимущество стеклотканевых обоев — их противопожарные свойства. После нанесения на поверхность стеклотканевые обои не горят и не поддерживают горения, что позволяет использовать их не только в обычных жилых и общественных помещениях, но и для отделки путей эвакуации людей при возникновении пожара. Данный факт засвидетельствован зарубежными и российскими сертифицированными и аккредитованными лабораториями, на основании заключения которых стеклотканевые обои имеют сертификат соответствия нормам Технического регламента о требованиях пожарной безопасности (Федеральный закон № 123-ФЗ от 22.07.2008). Являясь почти негорючим материалом, стеклотканевые обои не выделяют смертельных и даже вредных для человека веществ при пожаре.
Стеклотканевые обои состоят из компонентов, безопасных в использовании (не содержат винила и других вредных веществ). Исходное сырьё для производства стеклонити: кварцевый песок, сода, известняк и глина. В процессе изготовления к сплетённому из стеклонитей полотну добавляется пропитка из модифицированного крахмала.
Стеклонить и полотна стеклотканевых обоев обладают экстремальными характеристиками по прочности: стекловолокно — один из самых прочных материалов, используемый во многих областях, вплоть до самолётостроения; стеклообои и малярный стеклохолст (нетканое настенное покрытие из стекловолокна) армируют и защищают стены от ударов и повреждений (рекомендованы для помещений до категории 33), им не страшны когти и клювы различных домашних животных.
Ещё одним из важных качеств стеклообоев является их долговечность — до 30 лет безупречной службы и любой способ чистки вплоть до самых жестких механических и химических воздействий. Прочностные характеристики стеклотканевых обоев гарантируют защиту стен от появления трещин и дефектов.
Стеклотканевые обои не накапливают статического электричества, поэтому на них не скапливается пыль. Их очень легко очищать и мыть.
Стеклотканевые обои, благодаря открытой тканой структуре, позволяют поверхности «дышать», создавая особый комфорт в помещении, исключая возможность появления плесени и грибков.
Использование стеклотканевых обоев позволяет добиться высоких показателей экономичности настенного покрытия за счёт того, что их применение не требуют тщательного предварительного шпатлевания, и служат до 30 лет, на протяжении которых стеклотканевые обои можно перекрашивать до 20 раз без потери рельефа рисунка.

## Виды и дизайн
Стеклообои обычно имеют рисунок («ромб», «ёлочка», «рогожка» и т.д.). Некоторые производители изготавливают более сложные рисунки, в том числе на заказ.
То, как стеклотканевые обои будут смотреться в интерьере после нанесения, зависит от нескольких факторов: от правильного нанесения клея (отсутствие избытка или недостатка клея), соблюдения технологии наклеивания самих стеклотканевых обоев (плотная стыковка швов, совмещение рисунка, правильная нарезка) и верного выбора краски, не забивающей структуру рисунка.
Для покраски стеклообоев предпочтительно выбирать краски на водной основе с высокими характеристиками износостойкости. Акриловые краски на водной основе ложатся тонкой плёнкой и не забивают структуру стеклообоев. Высокий уровень «глянцевости» краски обеспечит дополнительную выразительность фактуры рисунка.

## Технология оклейки
При работе со стеклотканевыми обоями важно соблюдать ряд простых правил.
Во-первых, при приклеивании стеклотканевых обоев клей наносится непосредственно на поверхность, а не на полотно обоев, как это происходит при работе с обычными видами обоев. Да и клей следует использовать специальный — для тяжёлых видов обоев (стеклообоев). Такой специальный клей существует как в виде порошка (основа его — всё тот же модифицированный крахмал, что и в пропитке стеклотканевых обоев), так и в готовом, жидком виде.
Очень важно помнить, что у стеклотканевых обоев, несмотря на кажущуюся равнозначность поверхностей, существуют лицевая и изнаночная стороны. По международным стандартам, лицевая сторона в рулоне стеклотканевых обоев обращена внутрь. Некоторые производители маркируют изнаночную сторону специальной полосой серого или голубого цвета.
После приклеивания стеклотканевых обоев на поверхность стены или потолка следует дождаться полного высыхания клея, который при взаимодействии с пропиткой стеклотканевых обоев обеспечивает прочное скрепление полотна с поверхностью. Согласно рекомендациям изготовителей клея и стеклотканевых обоев, время полного высыхания такого специального клея составляет около 24 часов. Как и обычные обои, стеклотканевые обои сразу после приклеивания следует оградить от прямого солнечного света и сквозняков.
После полного высыхания полотен их можно начинать окрашивать и декорировать по своему усмотрению. С целью экономии краски или декоративного материала, а также усиления сцепления обоев с основанием, поверхность стеклотканевых обоев после наклеивания и высыхания грунтуют разбавленным, согласно указаниям на упаковке, раствором обойного клея. Для достижения идеального результата в отделке помещений с использованием стеклотканевых обоев производители и опытные мастера рекомендуют окрашивать поверхность в два слоя.
В последнее время появилась тенденция к нанесению клеевого состава на сам холст в процессе производства стеклообоев. При поклейке обоев необходимо только пропустить обои через обычную воду и поклеить их на загрунтованную стену. В течение 2-3 минут клей в составе обоев активируется и необходимо только покрасить обои через 12-24 ч. после поклеивания.

## Меры предосторожности
Необходимо использовать средства индивидуальной защиты — перчатки, так как частицы стекловолокна, попадая на кожу, могут вызвать зуд.